# Цинобровий колір
Цино́бровий, кіноварний — відтінок червоного та помаранчевого кольорів.
Цей колір широко використовувався для розпису в Стародавньому Римі, розфарбованих середньовічних рукописах, у живописі доби Відродження та китайському гончарстві.

## Етимологія
Своєю назвою колір завдячує мінералу цинобра (кіновар), із подрібненого порошку якого спочатку й отримували характерний відтінок. Назва ж мінералу походить із грец. κιννάβαρι й запозичена через лат. cinnābaris і нім. Zinnober.

## Історія
Цей колір широко використовується в мистецтві та оздобленні Стародавнього Риму та Візантійської імперії, потім в ілюмінованих рукописах Середньовіччя, у живописі епохи Відродження, а також у мистецтві та лакованих виробах Китаю.
Перше задокументоване використання червоного пігменту, виготовленого з меленої кіноварі, датується 8000–7000 роками до нашої ери, і було знайдено в неолітичному поселені Чатал-Гьоюк, що на території сучасної Туреччини. Кіновар добували в Іспанії приблизно з 5300 року до нашої ери. У Китаї перше задокументоване використання кіноварі як пігменту відбулося в культурі Яншао (5000–4000 р. до н. е.), де вона використовувалася для розпису кераміки, для покриття стін і підлоги кімнат і для ритуальних церемоній.
Основним джерелом кіноварі для стародавніх римлян була шахта Альмаден на північному заході Іспанії, де працювали в'язні. Оскільки ртутна руда була дуже токсичною, термін перебування в шахтах був майже гарантованим смертним вироком.